# Jeanne Valérie
Jeanne Valérie (París, 19 de agosto de 1941-25 de septiembre de 2020) fue una actriz de cine y televisión francesa.

## Filmografía selecta
- Cigarettes, Whisky et P'tites Pépées (1959)
- À double tour (1959)
- Salambó (1960)
- I piaceri del sabato notte (1960)
- Labbra rosse (1960)
- Le pillole di Ercole (1960)
- Un día de locura (1960)
- Siega verde (1961)
- L'imprevisto (1961)
- Le jeu de la vérité (1961)
- Julia, Du bist zauberhaft (1962)
- La sombra del vengador (1962)
- La Porteuse de pain (1963)
- Se permettete parliamo di donne (1964)
- Le voci bianche (1964)
- Nick Carter et le trèfle rouge (1965)
- Misión Lisboa (1965)
- I diamanti che nessuno voleva rubare (1967)
- Attentato ai tre grandi (1968)
- Joë Caligula, du suif chez les dabes (1969)